# ザック・ライダー
マット・カルドナ（Matt Cardona、1985年5月14日 - ）はアメリカ合衆国のプロレスラー。
本名、マシュー・カルドナ(Matthew Brett Cardona）、ニューヨーク州ロングアイランド出身。以前所属していたWWEではザック・ライダー（Zack Ryder）のリングネームで活動していた事で知られる。
2020年のWWE退団以降はアメリカインディ団体を中心に大きな活躍を見せ、プロレスリング・イラストレーテッド誌のインディ・レスラー・オブ・ザ・イヤーに2022年と2023年の2年連続で選ばれている。

## 来歴
ECWで活躍した事で知られるマイキー・ウィップレックがニューヨーク州にて主宰するインディー団体であるNYWC（New York Wrestling Connection）が運営するNYWCトレーニングセンターにてトレーニングを積む。2004年にプロレスラーデビューし、ニューヨークを拠点とするインディー団体で活動する。
2006年、WWEと契約を交わし入団。傘下団体であるDSWに所属。2007年4月、DSWがWWEとの関係を解消したためOVWへ移る。

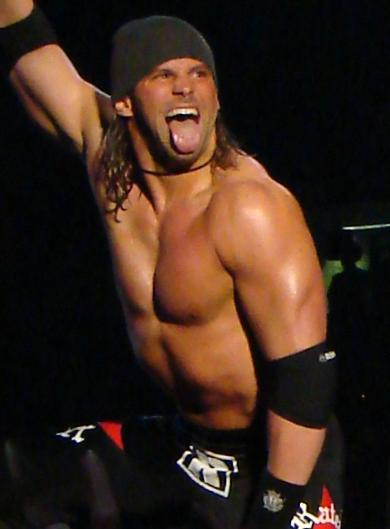
ブレット・メジャー時代

5月1日、ECWでブレット・メジャーの名でデビューし、ブライアン・メジャーと共にメジャー・ブラザーズとして活動する。6月の追加ドラフトでパートナーのブライアン・メジャーと共にSmackDown!へ移籍する。デビューからベビーフェイスであったが12月のArmageddonでエッジの勝利をアシストしヒールターンする。これ以降リングネームをザック・ライダー(Zack Ryder)と改める。その後もエッジの手下として活動する。2008年7月にはGreat American Bashでのフェイタル4ウェイ形式のWWEタッグ王座戦に勝利し、WWEタッグ王座を獲得する。しかし9月にカリート&プリモに敗れ王座を失う。
2009年4月の追加ドラフトによりECWへ移籍する。パートナーのカート・ホーキンスはSmackDown!に残留したためタッグ解消となる。5月に髪を切り衣装を改めECWに登場する。8月ごろからはシェルトン・ベンジャミンと短い抗争を繰り広げる。その後2回ほどクリスチャンの持つECW王座に挑むが王座奪取とはならなかった。10月にはECWに移籍してきたディーヴァのローザ・メンデスと共に行動する。12月にはトミー・ドリーマーのECWでの最後の試合の対戦相手を務める。ストーリー上はライダーがドリーマーを侮辱し、そのことに怒ったドリーマーが試合に負けたらECWを去ると宣言するがライダーに敗北してECWを去ったという形。ECW終了後はローザと共にRAWへ移籍する。
2010年4月のドラフトでローザがSmackDown!に移籍したことによって、パートナー関係が終了したことを受けて「新しい恋人探し」のストーリーが進行中である（ディーヴァをだいたい2名ほどリングサイドに招いて試合をするが、結局は試合に敗れて、対戦相手にディーヴァたちを持ち帰りされてしまうというパターンが定番である）。
NXTシーズン2ではタイタス・オニールを指導するプロとして登場した。
その後は低迷しシェイマスからWWE王座第一挑戦者に指名されるも瞬殺、NXTではコーディ・ローデスから「お前に人を指導する資格はあるのか」と罵声を浴びせられるなど噛ませ犬的なキャラクターとして2010年を終えた。
2011年1月27日放送のWWE・スーパースターズでプリモとのタッグ結成を表明し、ヨシ・タツ&デビッド・ハート・スミス組に勝利。後に自身のTwitterでタッグ名を『DZP』（DOWN for ZACK and PRIMO）としたことを明らかにした。DZPとしての活動は主にスーパースターズのみであり、RAW等では活動しなかった。
2011年4月1日WrestleMania XXVIIで、スヌープ・ドッグのミニコーナーで歌を歌いロディ・パイパーに背後から殴られたり、RAWではザ・グレート・カリのキス・カムのコーナーでウィリアム・リーガルからほっぺにキスされたり、リングへ向かうジョン・シナへエールを送るような形で絡んだりとスキット登場が多くなった。5月12日のスーパースターズでウラジミール・コズロフとの試合でホーキンスが現れてコズロフを邪魔してザックを勝利へ導いた。そしてホーキンスとザックは抱き合いタッグ再結成となった。6月16日のスーパースターズが地元であるロングアイランドで収録されたことから一夜限りでベビーフェイスとして登場。元パートナーのプリモに勝利して観客の喝采を浴びた。20日のRAWで行われたダークマッチと7月7日のスーパースターズでドリュー・マッキンタイアから連勝。そして4日のRAWでタッグ王者のデビッド・オタンガ&マイケル・マクギリカティへの宣戦布告を経て正式にベビーフェイスに転向した。12月に行われたTLC 2011ではドルフ・ジグラーを破り自身初のシングルタイトルであるUS王座を獲得した。イヴとのラブロマンスが展開され順風満帆に見えたが、ジョン・シナとの抗争を画策したケインによって挑発するための標的にされ負傷した。
2012年1月16日、故障が完治しないままRAWで臨時GMのジョン・ロウリネイティスによってジャック・スワガーとの防衛戦に出場するように指示されて敗戦。1か月足らずで王座から陥落した。王座陥落後もケインからの暴行は続いた上にイヴにも裏切られて破局。その後しばらく欠場していたが3月に復帰し、イヴと復縁。3月23日のSmackdownでセオドア・ロングのチームに加入。WrestleMania XXVIIIに出場したが、イヴの介入もあり敗戦した。
2014年7月21日、ファンダンゴとの対戦において、先の展開で彼と袂を分かっていたレイラとサマー・レイをセコンドに就けて登場。介入はあったものの、久々にシングルでの勝利を飾った。
2015年6月、NXTに登場。モジョ・ローリーとハイプ・ブロス（The Hype Bros）なるハイテンションタッグチームを結成。エリアス・サムソン & マイク・ラリーズと対戦し、合体技であるハイプ・ライダーを披露して勝利。
2016年4月3日、Wrestle Mania 32にてWWE IC王座争奪7wayラダーマッチに出場予定であったネヴィルが負傷欠場した事により代役として出場。序盤よりベルト獲得へのチャンスが窺えず、中盤にはラダー上でドルフ・ジグラーと取り合いになりフェイスバスターを喰らい場外へと追い出されてしまうが終盤にザ・ミズが単独でベルトを取ろうとしたところに背後から一気にラダーを駆け上がり突き飛ばしてベルトを奪取した。同月4日、RAWにてリング上でWWE IC王者になった事に対して観客と会場に来ていた父親に感謝の言葉を述べていたところにミズが乱入。王座戦を行い、中盤にはミズが父親に気を取られている隙を突いて攻めるが終盤にはミズの妻であるマリース・ウエレが観客席より乱入。父親とマリースの言い争いに気を取られているところにミズからスカル・クラッシング・フィナーレを喰らい敗戦。1日で王座から陥落した。
2019年4月7日、WrestleMania 35 Kickoffでカート・ホーキンスとタッグを組んでWWE・ロウ・タッグ王者チームのリバイバルに挑戦。場外戦の展開になるとホーキンスがスコット・ドーソンからブレーンバスターを喰らいリングに投げ込まれるが、隙を突いて丸め込み勝利。王座を戴冠した。
2020年3月、アメリカ国内で2019新型コロナウイルスの感染が拡大したため、WWEは有観客興行ができなくなり、同年4月15日、他のレスラーとともにWWEを解雇された。
7月29日、オール・エリート・レスリングの中継番組「Dynamite」に登場。
2023年、DDTプロレスリングに参戦。7月23日の両国国技館大会にて遠藤哲哉からDDT UNIVERSAL王座を奪取した。

## 得意技

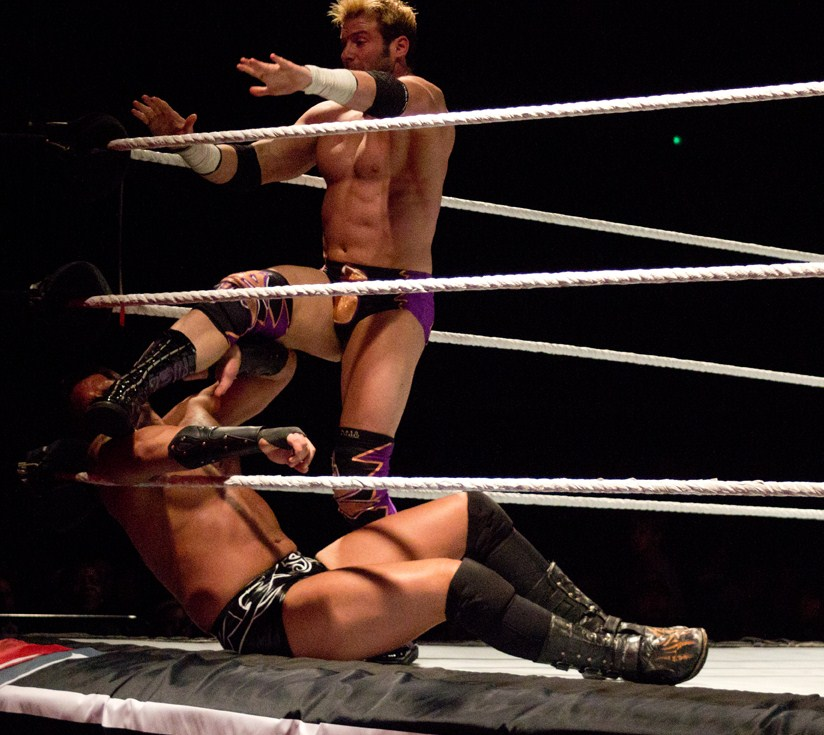
ブロスキー・ブート

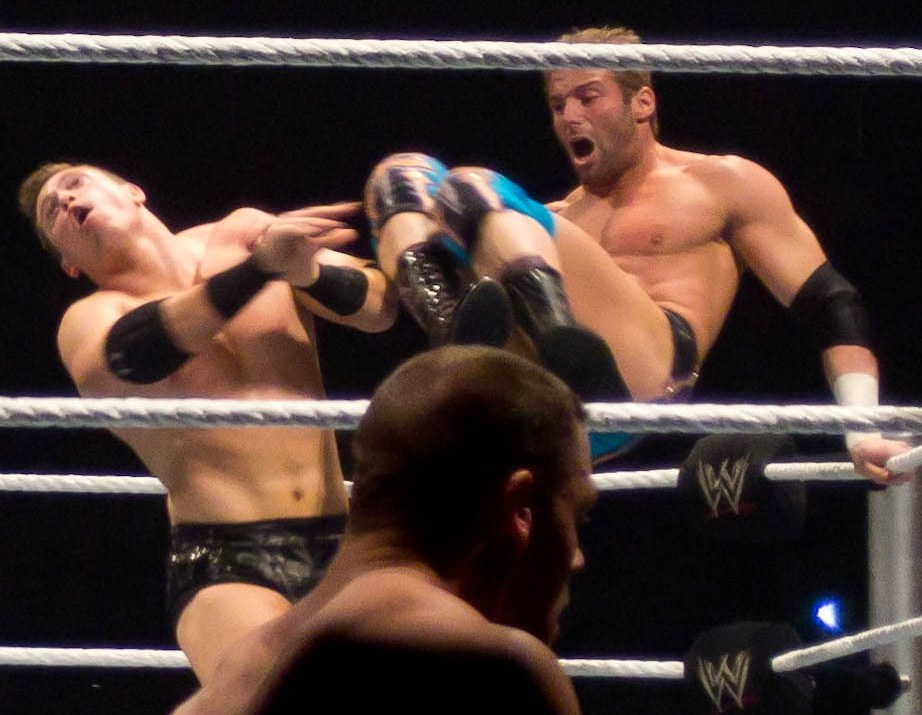
ダブルニーアタック

### フィニッシュ・ホールド
アンプリティアー
代表的なフィニッシャー。タイガースープレックスの体勢で相手の背後にまわり腕の外から脇に腕を入れたら回転し、自分の背中に相手が向いた状態で仰向けに倒れこみ、相手の顔面を叩きつける。
ラジオ・サイレンス
フライング・レッグラリアット。
自ら、助走してから相手に正面に向かって右足を振り上げるようにジャンプしながら自身の右足の脹脛(ふくらはぎ)のあたりを相手に叩きつけて相手の喉に右足を引っ掛けたまま自身は尻餅をつく形で落下して、その衝撃で後ろにひっくり返った相手の後頭部や背中を痛打させる。カウンター、試合の状況次第ではトップロープから繰り出すこともある。
ブレット・メジャー時代から繋ぎ技として用いていたが、2010年夏ごろからフィニッシュホールドに昇格している。旧名ラフライダー
エルブロ・ドロップ
2016年3月頃から使い始めたフィニッシュ技。
ダイビング・エルボー・ドロップ。
ザックアタック
変形ネックブリーカー
前屈みになった相手の左サイドに移動して相手の右腕を両手で掴み、膝を突き出すように折り畳んだ右足を相手の後頭部の上に乗せる。そのあと背中からマットに倒れ込む勢いで相手の体を仰向けにひっくり返し、マットに着地した衝撃で相手の後頭部に右足をめり込ませる。
ミサイルキック
ブレット・メジャー時代のフィニッシュホールド。
ギミックチェンジ後も飛び技の一つとして使用している。
垂直落下式リバースDDT
エッジヘッズ時代のフィニッシュホールド。
ギミックチェンジ後は滅多に使用しない。

### 打撃技
エルボー
バックエルボー
エルボー・スタンプ
エルボー・アタック
コーナーにもたれかかっている相手に助走して相手の顔面にエルボーを叩き込む。
クローズライン
ニーリフト
ドロップキック
ブロスキー・ブート
コーナーにもたれかかってダウンした相手の側頭部を目がけてのランニング・ビッグブート。
観客とともに "Woo Woo Woo" のコールをしたあと行う。技名の由来は自身の口癖である "Broski"（ "Brother" のスラング）から。
レッグ・ドロップ
上向けダウンの相手に "Call Me" と両手で耳元に親指と小指を立てた電話にみせた手をやるポーズをしてからレッグドロップを放つ。
ファイナル・カット
ダブルニーアタック

### 投げ技
スープレックス
スーパープレックス
ベリー・トゥー・バック・スープレックス
ロシアン（ラシアン）・レッグ・スウィープ
フラップジャック
ジャンピングフェイスバスター
主にカウンターで使用。
DDT

## 獲得タイトル
WWE

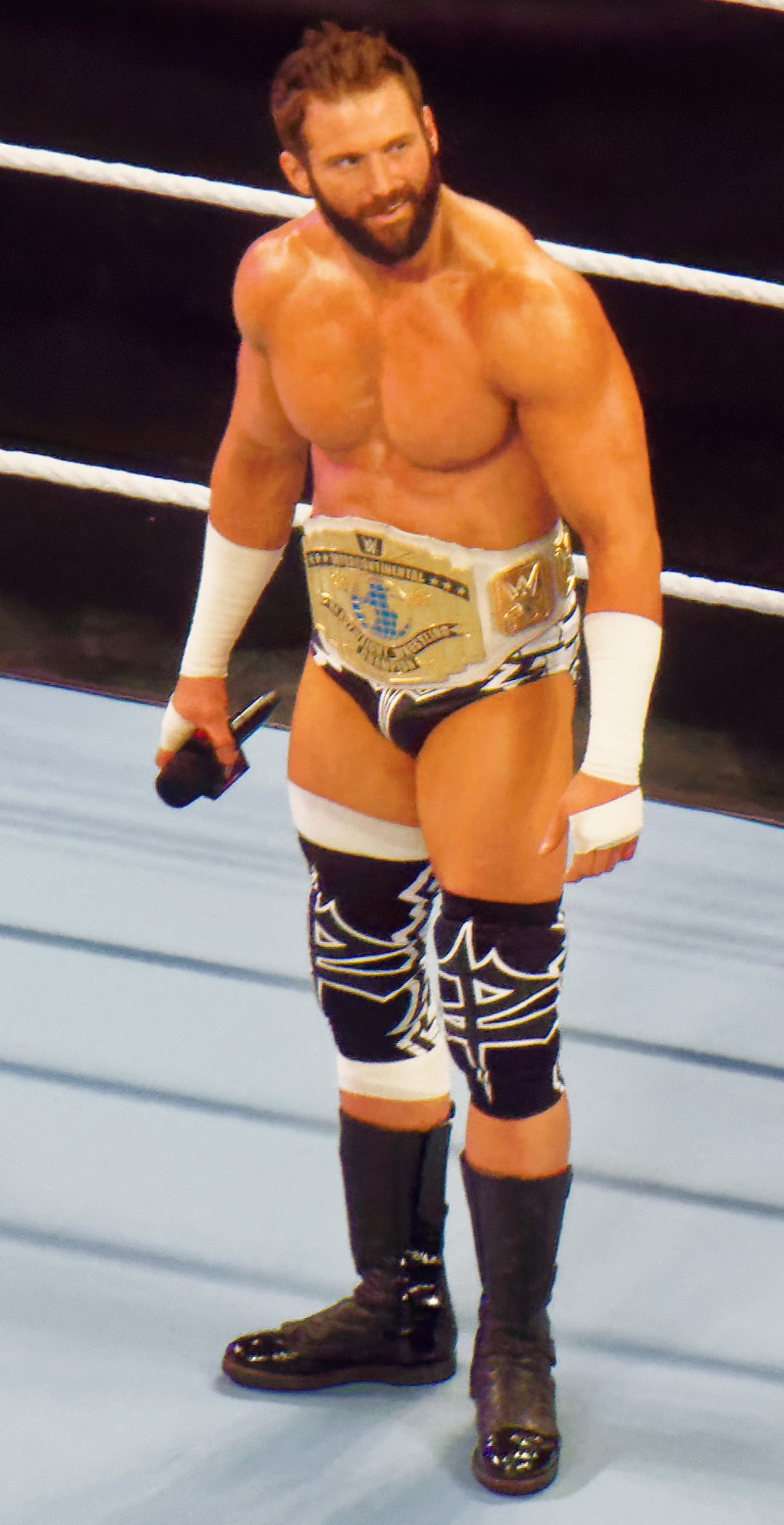
WWE IC王座

- WWEタッグ王座 / WWE・ロウ・タッグ王座 : 2回

w / カート・ホーキンス
- WWE US王座：1回
- WWE IC王座 : 1回

DSW
- DSWタッグ王座 : 1回

w / ブライアン・メジャー
OVW
- OVW南部タッグ王座 : 1回

w / ブライアン・メジャー
NYWC
- NYWCタッグ王座 : 2回

w / ブライアン・マシューズ
NWA
- NWA世界ヘビー級王座

インパクト・レスリング
- インパクト・デジタル・メディア王座 : 1回

DDTプロレスリング
- DDT UNIVERSAL王座 : 1回

## 入場曲
- What I Want
- Gasoline Upcharge
- In The Middle Of It Now
- Radio (Watt White)
- Stay Hype, Bro
- Radio (Downstait)
- Still Major
- When The Lights Go Down

## 決め台詞
- Woo Woo Woo
- You know it.（わかるだろ？）

## Z! True Long Island Story
- YouTubeに『LongIslandIcedZ』というユーザー名でチャンネルを持っており、自主制作したミニコメディ番組『Z! True Long Island Story』を投稿している。自身はもちろんのこと、実父（番組内では「ザックのダッド」「ミスター・ライダー」と呼称される）、ビッグ・オー、マイケル・チアペッタなどの幼馴染からジョン・シナ、プリモ、トレント・バレッタ、カート・ホーキンス、スコット・スタンフォードなどプライベートでも親しいWWEスーパースターのほか、第32回放送ではハリウッドスターのヒュー・ジャックマンが出演したことがある。放送回数が進むにつれてウィリアム・リーガル、メイ・ヤング、Rトゥルースなど出演陣の幅が広がっている。
- 第11回放送で「第10回放送の再生回数が同週にWWE公式チャンネルに更新されたSmackDown!、WWE・スーパースターズ、NXT関連動画の合計再生回数を上回った」と発表している。そのため同番組内では「WWE・インターネット王者」を名乗っており、王座ベルトも自主制作している（第24回放送で自身の頭髪とサングラスを模したベルトにモデルチェンジした。その際にかかった費用は1500ドルだったと第25回放送で明らかにした）。さらに第19回放送でヨシ・タツが王座挑戦に名乗りを挙げたことからクリス・マスターズ、ダレン・ヤングらも次々と挑戦を表明するなど番組内ではあたかもWWE管轄であるかのような扱いを受けている。
- 『Z! True Long Island Story』内では何かと自分とジョン・モリソンを比較し、自分のほうが優れていることを発言するが実父はモリソンの大ファンという設定になっている（モリソンのコスプレをする実父にライダーが激怒するのが定番となっている）。その後モリソン自身も出演しインターネット王座への挑戦を表明したりダンス対決を行った。しかしモリソンがWWEを離脱することが決定したため、番組内でザックの自宅でパーティを開催し、帰宅しようとした際に乗車していたリムジンが爆発して死亡（2007年に展開されたビンス・マクマホン爆死アングルのパロディでリムジン爆破の映像が流用されている）したという設定になった。
- リングネームやギミックは、地元ロングアイランドのヒップホップレーベル・ラフ・ライダーズに由来している。